# José Ortiz Cortes
José Enrique Ortiz Cortés (Tumaco, Colombia, 16 de noviembre de 1998) es un futbolista colombiano. Juega como defensa central en el Independiente Medellín de la Categoría Primera A.

## Clubes
| Club                   | País     | Año               |
| ---------------------- | -------- | ----------------- |
| Deportivo Pasto        | Colombia | 2017 - 2019       |
| Monarcas Morelia       | México   | 2019 - 2020       |
| Mazatlán               | México   | 2020 - 2021       |
| Santa Fe               | Colombia | 2021 - 2022       |
| Junior                 | Colombia | 2022 - 2023       |
| Independiente Medellín | Colombia | 2023 - (Presente) |

## Estadísticas
Actualizado al último partido disputado el 16 de diciembre de 2023.
| Club                              | Div                 | Temporada           | Liga  | Liga  | Copa Nacional | Copa Nacional | Copa Internacional | Copa Internacional | Total | Total |
| Club                              | Div                 | Temporada           | Part. | Goles | Part.         | Goles         | Part.              | Goles              | Part. | Goles |
| --------------------------------- | ------------------- | ------------------- | ----- | ----- | ------------- | ------------- | ------------------ | ------------------ | ----- | ----- |
| Deportivo Pasto · Colombia        | 1ª                  | 2017                | 0     | 0     | 0             | 0             | —                  | —                  | 0     | 0     |
| Deportivo Pasto · Colombia        | 1ª                  | 2018                | 20    | 0     | 2             | 0             | —                  | —                  | 22    | 0     |
| Deportivo Pasto · Colombia        | 1ª                  | 2019                | 25    | 0     | 0             | 0             | —                  | —                  | 25    | 0     |
| Deportivo Pasto · Colombia        | Total               | Total               | 45    | 0     | 2             | 0             | —                  | —                  | 47    | 0     |
| Monarcas Morelia · México         | 1ª                  | 2019-20             | 15    | 1     | 4             | 0             | —                  | —                  | 19    | 1     |
| Monarcas Morelia · México         | Total               | Total               | 15    | 1     | 4             | 0             | —                  | —                  | 19    | 1     |
| Mazatlán · México                 | 1ª                  | 2020-21             | 29    | 0     | —             | —             | —                  | —                  | 29    | 0     |
| Mazatlán · México                 | Total               | Total               | 29    | 0     | —             | —             | —                  | —                  | 29    | 0     |
| Santa Fe · Colombia               | 1ª                  | 2021                | 15    | 0     | 6             | 0             | —                  | —                  | 21    | 0     |
| Santa Fe · Colombia               | 1ª                  | 2022                | 18    | 2     | 3             | 0             | —                  | —                  | 21    | 2     |
| Santa Fe · Colombia               | Total               | Total               | 33    | 2     | 9             | 0             | —                  | —                  | 42    | 2     |
| Junior · Colombia                 | 1ª                  | 2022                | 20    | 0     | 4             | 0             | —                  | —                  | 24    | 0     |
| Junior · Colombia                 | 1ª                  | 2023                | 9     | 0     | —             | —             | 1                  | 0                  | 10    | 0     |
| Junior · Colombia                 | Total               | Total               | 29    | 0     | 4             | 0             | 1                  | 0                  | 34    | 0     |
| Independiente Medellín · Colombia | 1ª                  | 2023                | 25    | 1     | 4             | 0             | 1                  | 0                  | 30    | 1     |
| Independiente Medellín · Colombia | 1ª                  | 2024                | 22    | 0     | —             | —             | 9                  | 0                  | 31    | 0     |
| Independiente Medellín · Colombia | 1ª                  | 2025                | 21    | 1     | —             | —             | —                  | —                  | 21    | 1     |
| Independiente Medellín · Colombia | Total               | Total               | 68    | 2     | 4             | 0             | 10                 | 0                  | 82    | 2     |
| Total en su carrera               | Total en su carrera | Total en su carrera | 219   | 5     | 23            | 0             | 11                 | 0                  | 253   | 5     |

## Palmarés

### Campeonatos nacionales
| Título                | Club                   | Año  |
| --------------------- | ---------------------- | ---- |
| Superliga de Colombia | Independiente Santa Fe | 2021 |